# Остановка на перегоне
«Остановка на перегоне» (нем. Halt auf freier Strecke) — драма немецкого режиссёра Андреаса Дрезена 2011 года. Премьера фильма состоялась на 64-м Канском кинофестивале, где он вместе с фильмом Ким Ки Дука «Ариранг» выиграл главный приз конкурса «Особый взгляд» .

## Сюжет
Фильм рассказывает о том, как меняется жизнь Франка, обычного семьянина, мужа и отца двоих детей, когда он узнаёт, что у него неоперируемая опухоль мозга и он скоро умрёт.

## В ролях
| Актёр              | Роль                |
| ------------------ | ------------------- |
| Штеффи Кюнерт      | Симоне Ланге        |
| Милан Пешель       | Франк Ланге         |
| Talisa Lilly Lemke | Лилли Ланге         |
| Мика Сидел         | Мика Ланге          |
| Урсула Вернер      | мать Simone, Renate |
| Мари Роза Титджен  | Сестра Simone       |
| Отто Меллиес       | отец Франка, Эрнст  |
| Кристине Шорн      | мать Франка         |
| Бернхард Шюц       | Штефан              |